# Кубок Нидерландов по футболу 1899/1900
Кубок Нидерландов по футболу сезона 1899/1900 — 2-й в истории розыгрыш кубка страны. Финальный матч состоялся 1 апреля 1900 года в городе Роттердам. Обладателем кубка стала команда «Велоситас Бреда», обыграв в финале лейденский «Аякс» со счётом 3:1.

## Первый раунд
| Дата       | Хозяева                | Счёт      | Гости               |
| ---------- | ---------------------- | --------- | ------------------- |
| ?          | РАП (Амстердам)        | 2:1       | ЭДО (Харлем)        |
| ?          | Квик (Амстердам)       | 3:1       | Свифт (Амстердам)   |
| ?          | ХВВ (Ден Хаг)          | 5:2       | ХБС (Ден Хаг)       |
| ?          | Харлем                 | 4:0       | Конкордия (Делфт)   |
| ?          | Нептюнюс (Роттердам)   | 1:0       | Селеритас (Ден Хаг) |
| ?          | Велоситас (Бреда)      | 8:0       | БВВ                 |
| ?          | Рапидитас (Роттердам)  | 4:1       | ДФК (Дордрехт)      |
| ?          | Спарта (Роттердам)     | 7:0       | Волхардинг          |
| ?          | Волхардинг (Амстердам) | 3:3 / 5:0 | Херкюлес (Утрехт)   |
| 26.11.1899 | Гоу Эхед (Вагенинген)  | 1:1 / 5:1 | Квик (Неймеген)     |

- Команды АВВ, Аякс (Лейден), Олимпия, ПВ (Энсхеде), Витесс (Арнем), УД (Девентер) прошли в следующий раунд не участвуя в первом раунде.

## Второй раунд
| Дата       | Хозяева               | Счёт | Гости                  |
| ---------- | --------------------- | ---- | ---------------------- |
| ?          | Спарта (Роттердам)    | 5:0  | Олимпия                |
| ?          | Аякс (Лейден)         | 5:0  | Нептюнюс (Роттердам)   |
| ?          | Велоситас (Бреда)     | 3:1  | Рапидитас (Роттердам)  |
| ?          | РАП (Амстердам)       | 2:0  | Волхардинг (Амстердам) |
| ?          | Квик (Амстердам)      | 1:0  | АВВ                    |
| 10.12.1899 | Гоу Эхед (Вагенинген) | 3:1  | Витесс (Арнем)         |
| ?          | УД (Девентер)         | 3:1  | ПВ (Энсхеде)           |
| ?          | ХВВ (Ден Хаг)         | 6:2  | Харлем                 |

## Четвертьфинал
| Дата | Хозяева            | Счёт | Гости                 |
| ---- | ------------------ | ---- | --------------------- |
| ?    | Спарта (Роттердам) | 3:2  | Гоу Эхед (Вагенинген) |
| ?    | Аякс (Лейден)      | 2:1  | РАП (Амстердам)       |
| ?    | Велоситас (Бреда)  | 3:2  | ХВВ (Ден Хаг)         |
| ?    | УД (Девентер)      | 2:0  | Квик (Неймеген)       |

## Полуфинал
| Дата | Хозяева           | Счёт | Гости              |
| ---- | ----------------- | ---- | ------------------ |
| ?    | Велоситас (Бреда) | 2:1  | Спарта (Роттердам) |
| ?    | Аякс (Лейден)     | 2:1  | УД (Девентер)      |

## Финал
| 1 апреля 1900 14:00 (CET) | \| Велоситас (Бреда) \| 3:1 \| Аякс (Лейден) \| \| Клиффорд Дюллон Клиффорд \| Голы \| ван Зантен \| | Стадион: «Схюттерсвелд» (Роттердам) Зрителей: ? Судья: Якоб де Мейере |
| Велоситас (Бреда)         | 3:1                                                                                                  | Аякс (Лейден)                                                         |
| Клиффорд Дюллон Клиффорд  | Голы                                                                                                 | ван Зантен                                                            |